# SN 2007gt
SN 2007gt – supernowa typu Ia odkryta 16 sierpnia 2007 roku w galaktyce A001626-0021. W momencie odkrycia miała maksymalną jasność 18,50m.